# توشيهيرو ياواتا
توشيهيرو ياواتا (باليابانية: 矢畑 智裕) (29 مايو 1980 في اليابان – )؛ هو لاعب كرة قدم ياباني سابق كان يلعب كمدافع.

## وصلات خارجية
- توشيهيرو ياواتا على موقع رابطة كرة القدم اليابانية للمحترفين (اليابانية)
- توشيهيرو ياواتا على موقع عالم كرة القدم.نت (الإنجليزية)